# Valentin Petry

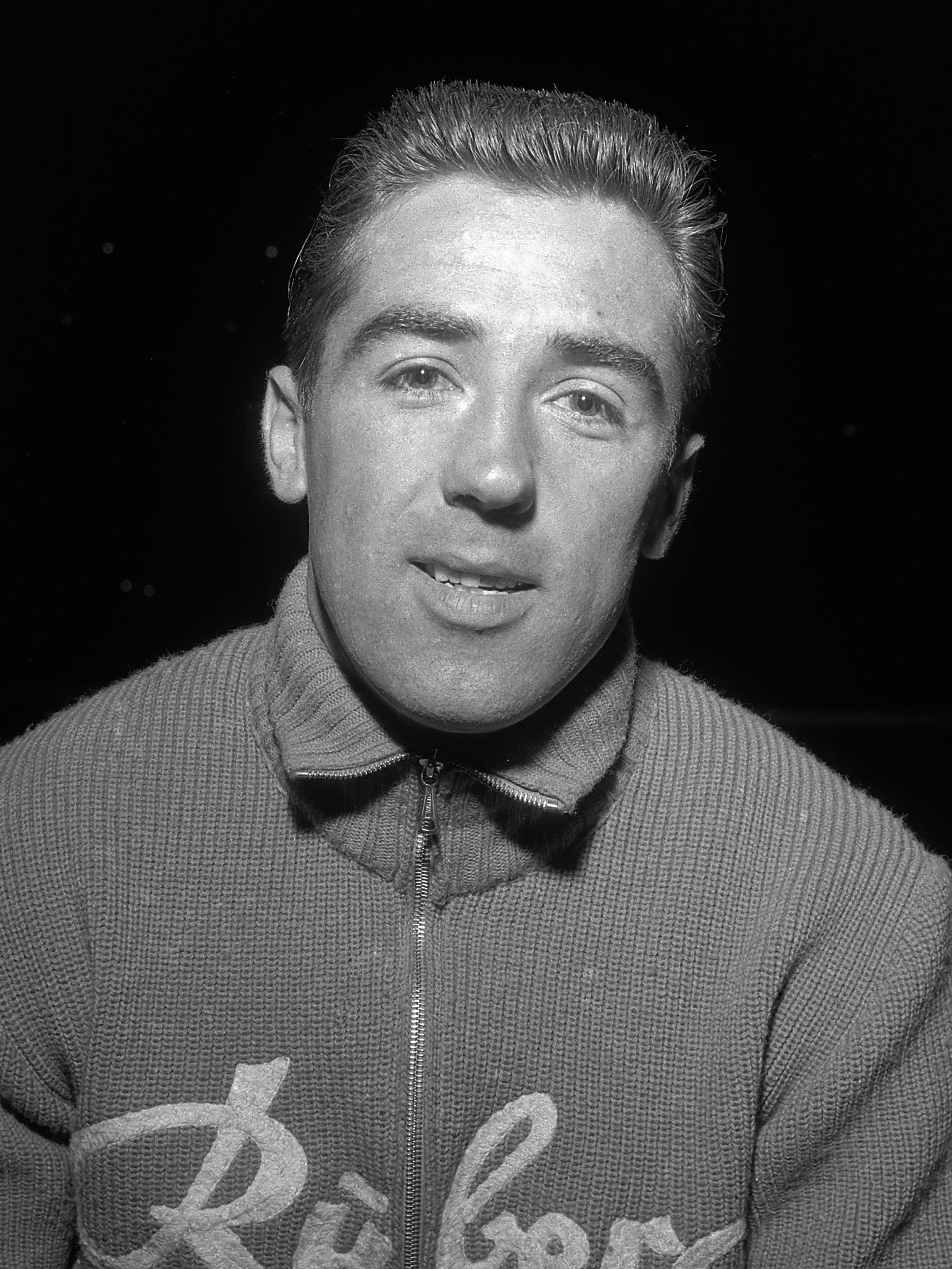
Valentin Petry (1957)

Valentin Petry (* 5. Mai 1928 in Hochheim am Main; † 25. Mai 2016 in Flörsheim) war ein deutscher Radrennfahrer. Er war einer der erfolgreichen deutschen Rennfahrer der 1950er Jahre, auf der Straße wie auf der Bahn.
Petry war 1950 mit neun Siegen und acht zweiten Plätzen Jahresbester der Amateurwertung des Bundes Deutscher Radfahrer. Als Amateur startete er für den Verein Sturmvogel Wiesbaden. Von 1951 bis 1962 war Valentin Petry als Profi aktiv. In dieser Zeit wurde Petry fünfmal deutscher Meister: 1955 und 1957 als Steher, 1956 (mit Heinz Scholl) und 1959 (mit Klaus Bugdahl) im Zweier-Mannschaftsfahren sowie 1956 auf der Straße. 1959 wurde er Dritter bei den Europameisterschaften im Steherrennen. Auch fuhr er erfolgreich bei Sechstagerennen, 1959 gewann er in Köln mit Bugdahl. Bei den UCI-Straßen-Weltmeisterschaften war er 1952 (31. Platz) und 1953 (21. Platz) am Start. Auf der Straße siegte er 1956 bei Rund um Frankfurt.
Nach seiner aktiven Zeit engagierte sich Petry weiterhin in seinem Heimatverein RV 1899 Hochheim, war aber auch in der RSG Wiesbaden aktiv und über Jahre am Wochenendtraining beteiligt. Sein Sohn Frank war als Trainer des Nachwuchses des RV 1899 Hochheim tätig (Stand 2009) sowie als Nachwuchstrainer des Hessischen Radsportverbandes.